# Vyhlídka Belvedér
Vyhlídka Belvedér či Belveder je upravená skalní terasa s vyhlídkou do údolí řeky Labe. Vyhlídková terasa se nalézá asi 130 m vysoko nad řekou Labe u obce Labská Stráň asi 3 km jižně od Hřenska v okrese Děčín v Ústeckém kraji. V blízkosti terasy s vyhlídkou se nalézá bývalý hostinec, nyní hotel Belveder.
Na přelomu 18. století zde byla vybudována vlastníky nedalekého zámku v Bynovci sala terrena s dodnes dochovaným erbem zakladatelů – pánů z Clary-Aldringen a zároveň byla upravena vyhlídková terasa. Na terase se v té době pořádaly oblíbené hudební produkce. Se zámkem v Bynovci je vyhlídková terasa spojena od 19. století 4 km dlouhou kočárovou cestou, po které dnes prochází červená turistická značka.

## Přístup
- Přístup pro pěší turisty je možný po červené turistické značce vedoucí v délce cca 15 km z Hřenska do Děčína.
- Motoristé mohou přijet až téměř k vyhlídce na parkoviště u hotelu Belveder po silnici vedoucí z Hřenska přes Janov a Arnoltice.
- Další možný přístup pro pěší je od přívozu v Dolním Žlebu. Přímo proti výstupu od přívozu přes silnici vede stezka, která po chvíli přejde v sice turisticky neznačenou, ale poměrně dobře zachovanou kdysi vybudovanou kamennou cestu.
- Z Belvederu dolů do labského údolí vedou také schody. Přístup k nim je pod restaurací vyznačen.

Panorama z vyhlídky Belveder

## Fotogalerie

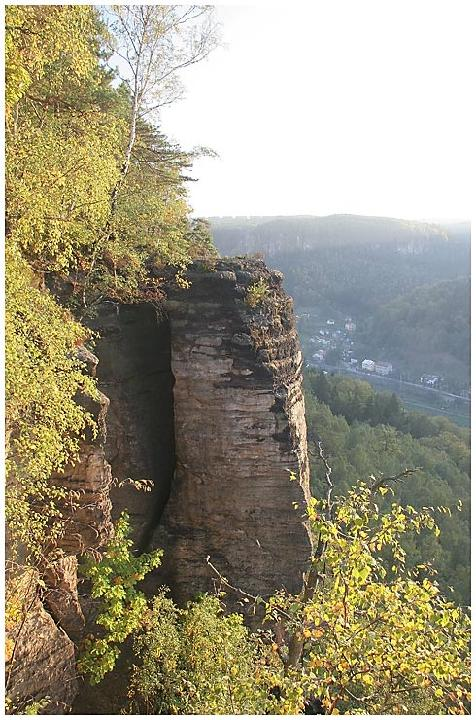
Pohled z Belvederu proti proudu Labe
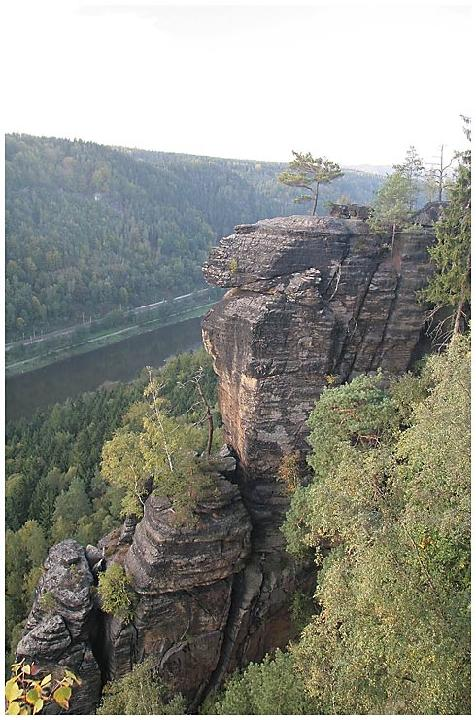
Pohled z Belvederu po proudu Labe
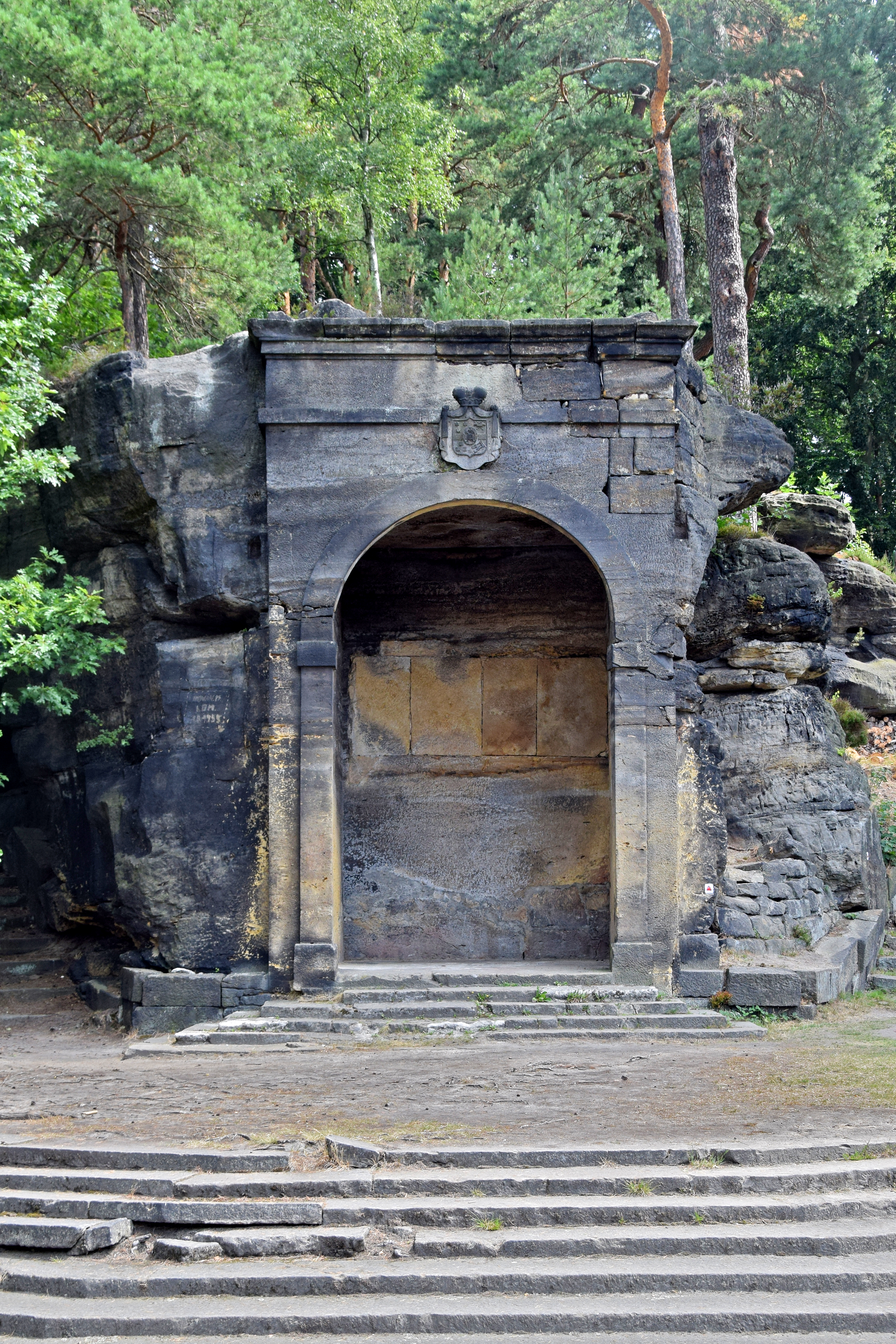
Pozůstatky saly terreny na vyhlídce Belvedér
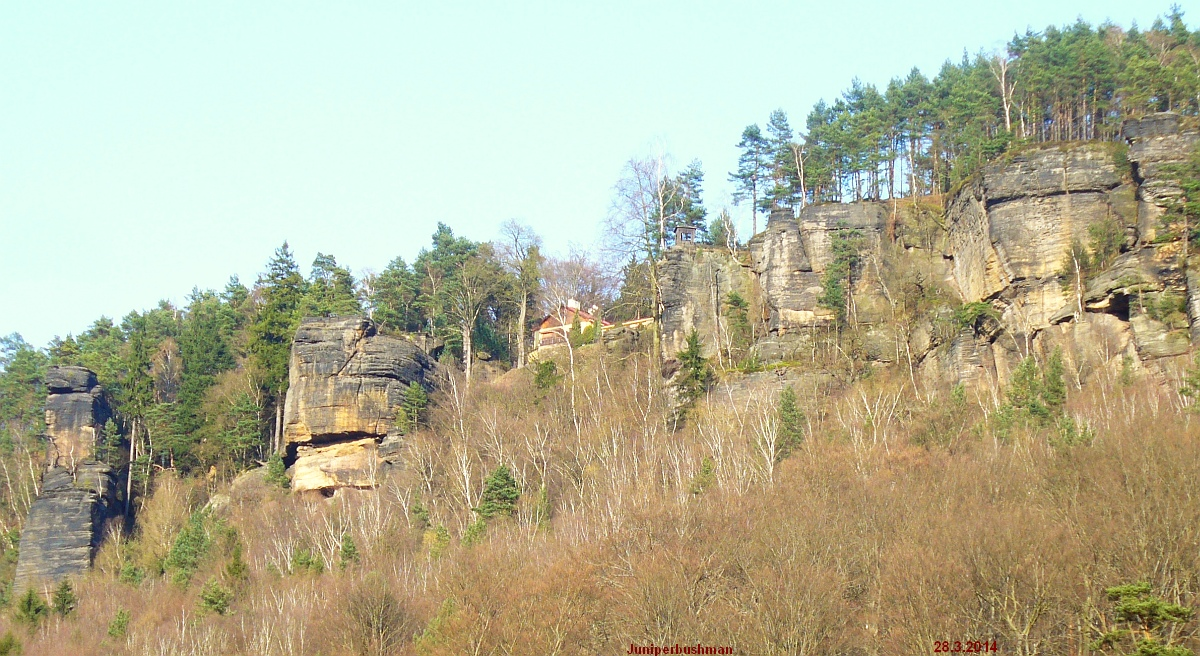
Pohled na Belveder z Dolního Žlebu